# Dailing Shezu Xiang
Dailing Shezu Xiang (kinesiska: 岱岭, 岱岭畲族乡) är en socken i Kina. Den ligger i provinsen Zhejiang, i den östra delen av landet, omkring 330 kilometer söder om provinshuvudstaden Hangzhou. Antalet invånare är 3283. Befolkningen består av 1 562 kvinnor och 1 721 män. Barn under 15 år utgör 16,0 %, vuxna 15-64 år 65 %, och äldre över 65 år 17,0 %.
Genomsnittlig årsnederbörd är 1 936 millimeter. Den regnigaste månaden är juni, med i genomsnitt 275 mm nederbörd, och den torraste är januari, med 67 mm nederbörd.